# David Khayat
 (janvier 2014).
David Khayat (né le 27 août 1956 à Sfax, en Tunisie) est un oncologue français. Au cours de sa carrière, il est notamment conseiller de Jacques Chirac sur le cancer, puis fondateur et directeur de l'Institut national du cancer dans les années 2000. Il crée en 2013 la Fondation AVEC (dissoute en 2020). Médecin mondain, il devient par ailleurs dans les années 2010 consultant pour diverses industries ; il est notamment rémunéré par Philip Morris International pour une activité de lobbying en faveur du tabac chauffé.

## Biographie

### Jeunesse et formation
Il est l'aîné des garçons d’une famille juive tunisienne de condition très modeste. David Khayat arrive en France à l'âge de 4 ans et s'établit avec sa famille dans la ville de Nice. À l'âge de 8 ans, un médecin lui diagnostique un rhumatisme articulaire aigu. Ce médecin se trompe. Vers 12 ans, la famille de David ayant plus d'aisance, il l'amène chez un autre médecin qui lui dit qu'il n'a rien. Fasciné par cet homme, il décide de devenir médecin. 
Après avoir été admis à l'internat de Paris et de Nice en 1980, il décide de poursuivre ses études dans la capitale. Très tôt, il se tourne vers la cancérologie, spécialité qu’il approfondit dans les hôpitaux de Paris où il est nommé interne puis chef de clinique. Entre 1985 et 1989, il occupe le poste de chef de clinique assistant au service d'oncologie médicale du service du professeur Claude Jacquillat à l'Université Pierre-et-Marie-Curie.[réf. nécessaire]

### Carrière d'oncologue
Cette section ne s'appuie pas, ou pas assez, sur des sources secondaires ou tertiaires indépendantes du sujet.

Pour l'améliorer, ajoutez-en, ou placez des modèles {{Source secondaire souhaitée}} ou {{Source secondaire nécessaire}} sur les passages mal sourcés. (avril 2021)
Chef du service d'oncologie médicale de l'hôpital de la Pitié-Salpêtrière à Paris entre 1990 et 2017, il est professeur de cancérologie à l’Université Pierre-et-Marie-Curie (Paris VI) et professeur adjoint au Centre médical MD Anderson à Houston au Texas (États-Unis)[Quand ?].[réf. nécessaire]
David Khayat est membre des comités de rédaction de revues médicales nationales et internationales mais aussi Associated Editor de deux revues américaines de cancérologie Journal of Clinical Oncology et Cancer  (fin en décembre 2010). Il est membre de sociétés savantes comme l’American Association for Cancer Research (en).
Il a été consultant et partenaire du programme LEED de l’OCDE[réf. souhaitée], membre du conseil d'administration de l’INSERM entre 2002 et 2006[réf. souhaitée], conseiller permanent de la mission interministérielle contre le cancer[réf. souhaitée], président de la commission interministérielle bilatérale franco-israélienne[réf. souhaitée] de « haut niveau » et parrain du programme Envie d’Agir du ministère de la Jeunesse, de l’Éducation nationale et de la Recherche.
David Khayat a été le président fondateur de la Collégiale des cancérologues de l’Assistance publique, de la Fédération française des oncologues médicaux.
En 1997, le professeur Khayat fonde sa propre association de lutte contre le cancer : l'Association pour la Vie Espoir contre le Cancer (A.V.E.C) qui devient une fondation d'utilité publique en 2013 : la Fondation AVEC.
En 2000, il lance le Sommet mondial contre le cancer[source insuffisante] ainsi que la Charte de Paris contre le cancer, soutenue par l'UNESCO et le président de la République française d'alors, Jacques Chirac. Ce texte est à l'origine de la mise en place du plan Cancer en France et de la création de l'Institut national du cancer.[réf. nécessaire]
Président de l'Institut national du cancer de 2004 à 2006, il démissionne en 2006 à la suite d'un audit gouvernemental et d'un rapport d'enquête parlementaire mettant en cause sa gestion de l'Institut,.
Médecin du tout-Paris, mondain, il fait l'objet en 2009 d'un portrait au vitriol par Justine Lévy, dans le récit qu'elle consacre à sa mère, dont le cancer a été traité par le cancérologue à la demande de Bernard-Henri Lévy, Mauvaise fille — ce qu'il n'apprécie guère.
En 2012, des critiques se font jour quant à la gestion opaque de l'association qui deviendra la Fondation AVEC, comparée par le journal Libération à une PME. La même année, la fiche assurance-maladie du praticien indique un tarif de consultation de 500 euros (soit sept fois le tarif de la Sécurité sociale), ramené quelques mois plus tard, après rappel à l’ordre de l’Assurance-maladie, à 173 euros (2,5 fois le tarif de la Sécurité sociale).
Il est élu membre du conseil de direction de l'American Society of Clinical Oncology en 2013.[source insuffisante]
En 2014, il est vivement critiqué à la télévision et dans la presse pour avoir prodigué des conseils de prévention du cancer sur la base d'études très marginales, voire réfutées. Des reproches analogues lui avaient déjà été faits à la publication d'un ouvrage en 2010.
David Khayat quitte la tête du service d’oncologie médicale de la Pitié-Salpêtrière en 2017. Le 1er mars 2017, est créé l’Institut international de cancérologie de Paris qu'il préside.
Selon une enquête de Stéphane Horel et Jérémie Baruch publiée par Le Monde en avril 2021 et s'appuyant sur un démenti de l'OMS, David Khayat affirme à tort dans son CV avoir été « conseiller du directeur général de l’Organisation mondiale de la santé à Genève » depuis 2007.

### Lobbyiste pour l'industrie du tabac
Une enquête de Stéphane Horel et Jérémie Baruch pour Le Monde relate que David Khayat, capitalisant sur ses connaissances mondaines, a entrepris dans les années 2010 une activité de conseil auprès d'industriels sur la « réduction des risques ». Il est ainsi rémunéré par Philip Morris International pour des activités de lobbying en faveur du tabac chauffé, que Philip Morris International commercialise. Il a notamment cherché à influencer les décisions publiques en France (où des sénateurs indiquent n'avoir pas compris, à l'époque, qu'il travaillait pour le cigarettier) et à Hong Kong.

### Activité d'écriture
En parallèle de ses activités scientifiques, David Khayat a écrit des romans et essais.
Il a également co-écrit deux téléfilms et une pièce de théâtre : Ne meurs pas avec Roger Hanin diffusé sur France 2 (2003), Le serment de Mado avec Line Renaud pour France 3 (2006) et L’Arbre de Joie, pièce jouée sur les planches du Théâtre de la Gaîté-Montparnasse (2007).
En 2023, il se porte candidat à l'Académie française.

## Décorations et distinctions
- Officier de la Légion d'honneur, 2007[24]
- Officier de l’Ordre national du Mérite, 2004
- Prix de l'Excellence française, 2009
- Officier des Palmes académiques, 2011

Distinctions à l’étranger :
- Chevalier de la Grande Croix de l’Ordre de Sainte Agathe (République de Saint-Marin), 2001
- Chevalier dans l’Ordre du Lion du Sénégal, 2006
- Commandeur de l’ordre de l'Empire britannique (CBE), 2006
- Officier de l’Ordre de l’Amitié entre les peuples (Russie), 2007
- American Society of Clinical Oncology Distinguished Achievement Award, 2011[25]

### Essais
- Ne meurs pas, Anne Carrière, 1997 (et Le Livre de Poche 1998)
- Protocoles de chimiothérapie anticancéreuse et traitement des effets secondaires, Arnette, 1998
- La volonté d'aimer: cancer et sexualité, des réponses claires et précises, coécrit avec N. Jarousse, Ellébore, 2001.
- Le coffre aux âmes, XO éditions, 2002
- Les chemins de l'espoir Odile Jacob, 2003
- Guide pratique de cancérologie (3e édition) (de Jean-Baptiste Méric, Laurent Zelek, David Khayat), Masson, 2004
- Le guide pratique du cancer, Odile Jacob, 2007
- Des mots sur les maux du cancer, Mango Pratique, 2008
- La vie pour s’aimer, Plon, 2009
- Le Vrai régime anticancer, Odile Jacob, 2010
- Les Recettes gourmandes du Vrai régime anticancer, avec Caroline Rostang, Odile Jacob, 2011
- De larmes et de sang, coécrit avec Isabelle Rabineau, éditions Odile Jacob, 2013
- Prévenir le cancer ça dépend aussi de vous, éditions Odile Jacob, 2014
- Arrêtez de vous priver !, Albin Michel, 2021[22].

### Livres médicaux (depuis 2000)
- L’Éthique de la Souffrance, collection dirigée par D. Khayat et A. Spire, Ellipse, Paris, 2000
- D. Khayat, D. Coeffic, E. Ch. Antoine, Overview of medical Treatment of metastatic malignant melanoma, ASCO Spring Educational book, 2000
- Susan Noble-Kempen, Kristine Rossof, and David Khayat, Contribution to Ratain/Tempero/Skosey/OUTLINE OF ONCOLOGY THERAPEUTICS, Fran Barlett, Managing Editor , 2000
- De Nuremberg à la loi Huriet. Essais Thérapeutiques et recherche médicale, Collection dirigée par D. Khayat et A. Spire, Ellipse, Paris, 2001
- Noëlla Jarousse, David Khayat, La volonté d’aimer, Cancer et sexualité : des réponses claires et précises, Éditions Ellébore. 2001
- David Khayat, Cancer de la peau et soleil : un enjeu de santé publique le mélanome malin, livre édité dans le prolongement du colloque (mai 2000).
- David Khayat and Kristine Rossof, DNA-Binding agents: Drug Fotemustine Outline of Oncology Therapeutics, participation à l’ouvrage p. 10, 2001
- O. Rixe, D. Khayat, sous la direction de Gustave Nicolas Fischer, Traité de psychologie de la santé, 2002, « Aspects biomédicaux et psychologiques des cancers et des traitements thérapeutiques » - Participation à l’ouvrage, p. 211-226
- D. Khayat, Les chemins de l’Espoir, Ed.Odile Jacob, 2003
- D. Khayat, J.B. Meric, O. Rixe, Chapter for Textbook of Melanoma ; Edited by John Thompson, Donald Morton, Bin Br Kroon : « Systemic Chemotherapy and biochemotherapy for non-resected and metastatic melanoma » 2003, 586-601
- Mots pour Maux. Collection dirigée par D. Khayat, coordonnée par A. Spire et S. Abtroun, Éditions le bord de l’eau, Paris, 2003
- Vincent Launay-Vacher, Hassane Izzedine, Michèle Tubiana-Hulin, Gilbert Deray, Préface du Pr David Khayat, Oncologie et rein, 2006
- Cancers et vieillissement. Essais Thérapeutiques et recherche médicale, Collection dirigée par D. Khayat, coordonnée par  A. Spire et N. Martin, Éditions le bord de l’eau, Paris, 2006
- F. Dagognet, D. Khayat, N. Lasne, Le progrès médical est-il accessible à tous ? Editions le bord de l’eau
- David Khayat, Odilon Wenger avec la participation de Dominique Delfieu, Guide pratique du cancer, p. 1-272, Ed. Odile Jacob, 2006
- Moïse Namer, Xavier Pivot, Joseph Gligorov and David Khayat, « Antiestrogens in advanced breast cancer: three decades of progresss » (chapter 2, p. 45-66) Breast Cancer Book, Andrew D. Seidman MD, Remedica Editor, (214 pages), 2007